# بابا ويمبا
بابا ويمبا (14 يونيو 1949 - 24 أبريل 2016) هو كان مغني كونغولي، كان أحد أشهر الموسيقيين في عصره في أفريقيا ولعب دوراً مهماً في موسيقى العالم.

## روابط خارجية
- بابا ويمبا على موقع IMDb (الإنجليزية)
- بابا ويمبا على موقع ألو سيني (الفرنسية)
- بابا ويمبا على موقع ميوزك برينز (الإنجليزية)
- بابا ويمبا على موقع أول موفي (الإنجليزية)
- بابا ويمبا على موقع قاعدة بيانات الأفلام السويدية (السويدية)
- بابا ويمبا على موقع إن إن دي بي (الإنجليزية)
- بابا ويمبا على موقع أول ميوزيك (الإنجليزية)
- بابا ويمبا على موقع ديسكوغز (الإنجليزية)
- بابا ويمبا على موقع قاعدة بيانات الفيلم (الإنجليزية)
- بابا ويمبا على موقع كينوبويسك (الروسية)